# Lista de reis de Roma
Durante o período histórico da civilização romana conhecido como Reino de Roma, o rei era o magistrado único, vitalício e responsável. Discute-se se o poder do rei era, ou não, total e de natureza absoluta. Sua sucessão não se fazia pelo princípio da hereditariedade ou da eleição, mas, pelo inter-rei (senador que, por designação do senado, governava, na vacância do cargo real, pelo prazo de cinco dias, passando o poder nas mesmas condições, a outro senador, e assim por diante até que fosse escolhido o rei). Essa escolha, portanto, era feita por um desses inter-reis quando as condições políticas o permitissem. 
O rei, como chefe de Estado, tinha o comando do exército, o poder de polícia, as funções de juiz (criava e executava leis) e sacerdote, e amplos poderes administrativos (dispunha do tesouro e das terras públicas). Além disso, declarava guerra e celebrava a paz.
Eram seus auxiliares:
a) nas funções políticas:
- o tribuno dos céleres (comandante da cavalaria);
- o tribuno militar (comandante da infantaria)
- o prefeito urbano (encarregado da custódia da cidade na ausência do rei).

b) nas funções judiciárias:
- os duouiri perduellionis (juízes nos casos de crime de traição ao Estado);
- as quaestores parricidii (juízes nas hipóteses de assassínio voluntário de um pater, isto é, do chefe de uma família.

c) nas funções religiosas
- os membros do Colégio de Pontífices;
- os membros do colégio dos áugures;
- os membros do colégio dos feciais.

Durante o período monárquico, segundo a tradição, Roma teria sido governada por sete reis, quatro latinos e sabinos e os três últimos de origem etrusca. Suas funções: declarar guerra, administrar a justiça e presidir os principais rituais religiosos

## Lista de reis
| Nome Real            | Nome em Latim      | Etnia    | Retrato | Reinado       |
| -------------------- | ------------------ | -------- | ------- | ------------- |
| Rômulo               | Romulus            | Latino   |         | 753 - 716 a.C |
| Numa Pompílio        | Numa Pompilius     | Sabino   |         | 716 - 674 a.C |
| Túlio Hostílio       | Tullus Hostílius   | Latino   |         | 674 - 642 a.C |
| Anco Márcio          | Ancus Martius      | Latino   |         | 642 - 616 a.C |
| Tarquínio Prisco     | Tarquinius Priscus | Etruscos |         | 616 - 578 a.C |
| Sérvio Túlio         | Servius Tullius    | Etruscos |         | 578 - 534 a.C |
| Tarquínio, o Soberbo | Tarquinius         | Etruscos |         | 534 - 509 a.C |